# Alba García Martín
Alba María García Martín (Bilbao, Vizcaya, 22 de octubre de 1988) es una psicóloga social, activista antirracista y política española. Es la actual coordinadora general del partido político Sumar Mugimendua.
Fue la coordinadora de SOS Racismo en Vizcaya. Actualmente forma parte de la asociación Big Road para el desarrollo comunitario en Senegal. Fue técnica de acción institucional de Podemos Euskadi entre 2021 y 2024.
Inició su trayectoria política en Podemos Euskadi en el año 2023, y ejerció de coordinadora de campaña en las elecciones municipales de 2023 para la coalición Elkarrekin Podemos (Podemos Euskadi, Ezker Anitza-IU, Berdeak-Equo y Alianza Verde). En dichas elecciones fue candidata al Ayuntamiento de Bilbao.
En 2024 fue designada por el partido político Sumar Mugimendua para encabezar la coalición electoral Sumar Euskadi como candidata a lendakari en las elecciones al Parlamento Vasco de 2024. No obtuvo acta de diputada en el Parlamento Vasco.
El 30 de noviembre de 2024 García fue elegida como coordinadora general (secretaria general) del partido político Sumar Mugimendua.

## Biografía
Se licenció en Psicología en la Universidad de Deusto (2006-2011). En el último curso de la carrera, fue seleccionada por la agencia Bizkaia Talent para el programa Talentia (2010-2011), siendo parte de la Red Talentia. Posteriormente, cursó un máster en Psicología de la Intervención Social en la Universidad de Deusto.
Está especializada en intervención social. Trabajó durante tres años en el centro de acogida Lagun Artean con diferentes colectivos. Después trabajó durante alrededor de diez años en la Asociación de personas Jubiladas de Telefónica como psicóloga. Fue la coordinadora de SOS Racismo en Vizcaya, como experta en antirracismo e intervención social.
En el año 2020 fundó la asociación Big Road Elkartea, una asociación para el desarrollo comunitario Senegal-Euskadi. También participa en el activismo feminista. Es miembro de la organización feminista feministAlde! También colabora como columnista de opinión con diversos medios, como El Correo, Deia, elDiario.es, El Salto, Naiz, y otros.
En el año 2021 comenzó a trabajar para Podemos Euskadi en la secretaría de Acción Institucional, como técnica de acción institucional y como coordinadora de acción institucional, de campañas electorales y de programa electoral, formando parte del equipo de técnicos del partido morado. Como trabajadora del partido Podemos Euskadi, se presentó a delegada del sindicato Eusko Langileen Alkartasuna (ELA) en las elecciones sindicales del partido.

## Trayectoria política

### Podemos Euskadi (2023)
En el año 2023, García dio el paso a la política, como candidata, de la mano del partido Podemos Euskadi. En las elecciones municipales de 2023, fue candidata a concejala del Ayuntamiento de Bilbao, con Ana Viñals como candidata a alcaldesa. Ocupó el puesto número tres de la candidatura, que únicamente obtuvo dos concejales, por lo que no resultó elegida concejala.

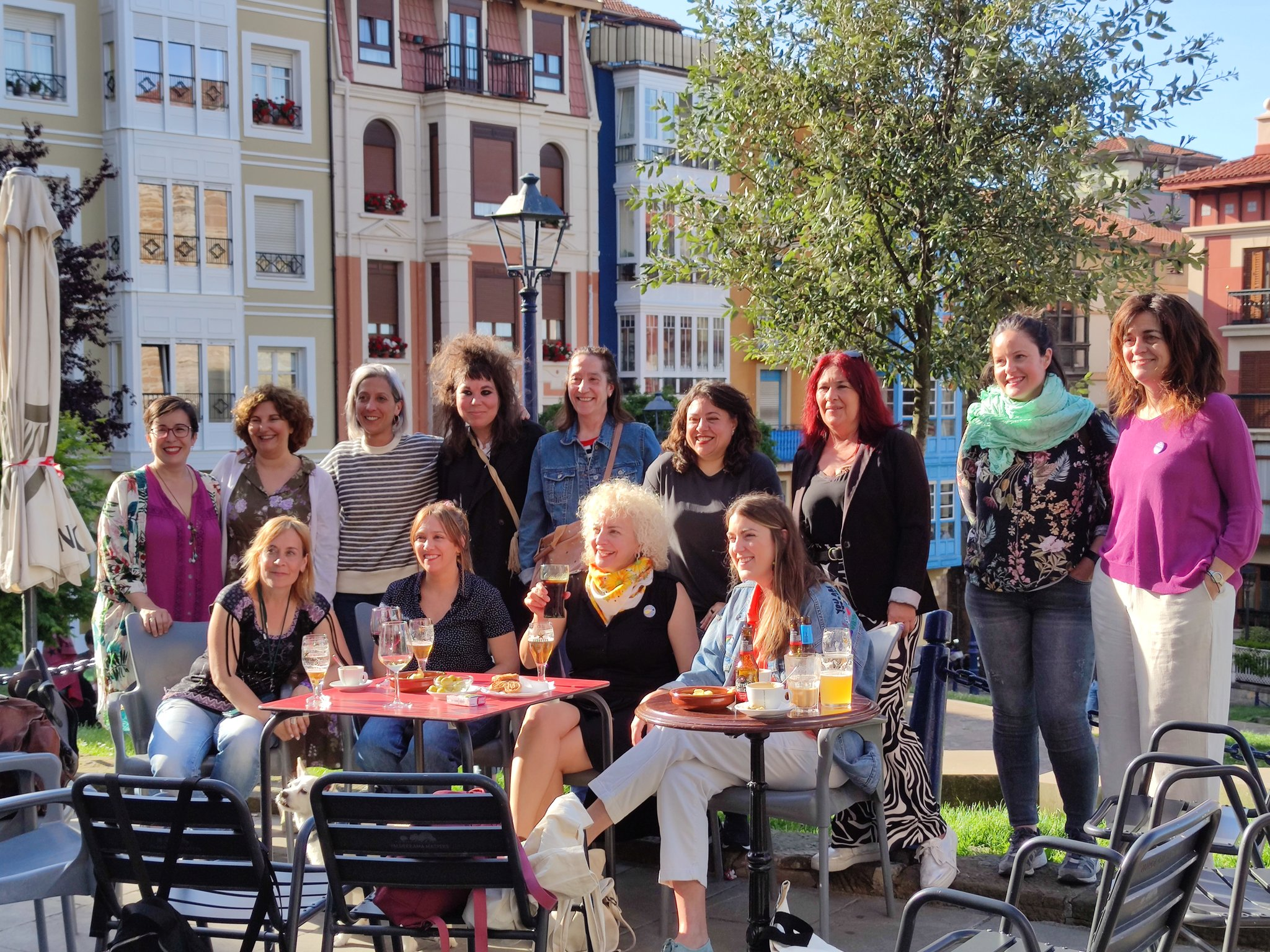
Encuentro Feminista de Podemos Euskadi (Santurce, 2023). Entre otros, Paula Amieva, Pilar Garrido, Eneritz de Madariaga, Natalia Rey, Montserrat Roca, Soraya Pereira, Ángela Sevilla, Mariví Eizaguirre, Ainhoa Lopera, Isabel González y Alba García.

En las elecciones a las Juntas Generales del País Vasco de 2023 fue candidata a juntera de las Juntas Generales de Vizcaya, por la circunscripción de Bilbao, por la coalición Elkarrekin Bizkaia (Podemos, IU, Equo y Alianza Verde), con Eneritz de Madariaga como candidata a Diputada General de Vizcaya. En esta ocasión, tampoco obtuvo escaño como juntera en el Parlamento foral.

### Sumar Mugimendua (2024)
En el año 2024, García fue propuesta por el partido político Sumar Mugimendua para encabezar la coalición Sumar Euskadi (Sumar Mugimendua, Ezker Anitza y Berdeak Equo) como candidata a lendakari para las elecciones al Parlamento Vasco de 2024. Para ello, dejó la militancia del partido Podemos Euskadi y comenzó su militancia en el partido Sumar Mugimendua, para poder encabezar la coalición Sumar Euskadi. Sin embargo no logró obtener escaño como diputada en el Parlamento Vasco.
En enero de 2024, tras ser propuesta por el partido político Sumar Mugimendua para encabezar la coalición Sumar Euskadi como candidata a lendakari para las elecciones al Parlamento Vasco, abandonó su militancia y trabajo en Podemos.En febrero de 2024, fue presentada como candidata de la coalición Sumar Euskadi tras la firma de un preacuerdo de coalición con Ezker Anitza-IU y Berdeak-Equo.
El 30 de noviembre de 2024 García fue elegida como coordinadora general (secretaria general) del partido político Sumar Mugimendua, en la asamblea fundacional del partido celebrada en esa fecha en Bilbao. La coordinación general del partido se constituyó como colegiada con tres "colíderes", que son García, Lander Martínez y Edurne García, pero en el que la propia García tendría un "papel destacado" como líder.

## Vida personal
Actualmente reside en Bilbao. Se declara feminista y antirracista.